# Chryzostom Michał Rdułtowski
Chryzostom (Michał) Rdułtowski (Rydułtowski) herbu Drogosław – podczaszy czernihowski w latach 1668–1694.
Poseł na sejm konwokacyjny 1668 roku z powiatu mińskiego. Był członkiem konfederacji generalnej zawiązanej 5 listopada 1668 roku na tym sejmie. Jako poseł na sejm konwokacyjny 1674 roku z województwa mińskiego był członkiem konfederacji generalnej zawiązanej 15 stycznia 1674 roku na tym sejmie. W 1674 roku był elektorem Jana III Sobieskiego z województwa mińskiego.